# Capnodiales
Capnodiales is een orde van Dothideomycetes uit de subklasse Dothideomycetidae.
Tot deze orde behoren zwartachtige schimmels die onder andere op planten en in vochtige ruimten groeien.
Bij deze orde behorende schimmels bevinden de asci zich in holle ruimten, die binnen de vegetatieve hyfen door het oplossen van weefsel gevormd worden. Dit wordt ascoloculaire vorming genoemd dit in tegenstelling tot de ascohymenale vorming, waarbij de asci in het hymenium gevormd worden.
De ascuswand is bitunicaat. De dunne buitenwand (exotunica) is inelastisch en scheurt bij een bepaalde turgordruk. De binnenwand (endotunica) is dikker en zet in de lengte uit bij toenemende turgordruk. Vervolgens worden de ascosporen na elkaar weggeschoten. Voor de indeling van de soorten is het weefsel van het steriele centrum, het hamathecium, belangrijk.].
Enkele soorten:
- - Geslacht Cercospora
    - Soort Cercospora beticola (bladvlekenziekte op biet)
    - Soort Cercospora handelii (bladvlekkenziekte op rhododendron)

  - Geslacht Mycosphaerella
    - Soort Mycosphaerella brassicicola (ringvlekkenziekte op kool)
    - Soort Mycosphaerella graminicola (Zymoseptoria tritici) (bladvlekkenziekte op tarwe)

## Taxonomie
De taxonomische indeling van Capnodiales is als volgt:
Orde: Capnodiales
- Familie: Aeminiaceae
- Familie: Antennulariellaceae
- Familie: Capnodiaceae
- Familie: Cladosporiaceae
- Familie: Cystocoleaceae
- Familie: Dissoconiaceae
- Familie: Euantennariaceae
- Familie: Extremaceae
- Familie: Johansoniaceae
- Familie: Metacapnodiaceae
- Familie: Mycosphaerellaceae
- Familie: Neodevriesiaceae
- Familie: Phaeothecaceae
- Familie: Phaeothecoidiellaceae
- Familie: Piedraiaceae
- Familie: Racodiaceae
- Familie: Readerielliopsidaceae
- Familie: Schizothyriaceae
- Familie: Teratosphaeriaceae
- Familie: Trichomeriaceae
- Familie: Xenodevriesiaceae

De volgende geslachten zijn incertae sedis geplaatst:
- Anariste – Arthrocatena – Brunneomycosphaerella – Capnocheirides – Catenulomyces – Comminutispora – Eriosporella – Heptaster – Hyphoconis – Micropustulomyces – Monticola – Perusta – Petrophila – Racoleus – Ramimonilia – Stigmatodothis – Stomiopeltis – Vermiconidia – Xenosonderhenia